# 奥尔梅阿
奥尔梅阿（義大利語：Ormea）是意大利库内奥省的一个市镇。总面积124平方公里，人口1804人，人口密度14.5人/平方公里（2009年）。ISTAT代码为004155。